# David Nalbandian
David Nalbandian (n. 1 ianuarie 1982, Unquillo⁠(d), Provincia Córdoba, Argentina) este un jucător profesionist argentinian de tenis, finalist la Wimbledon în 2002.

## Finale majore

### Finale Grand Slam

#### Simplu: 1 (0–1)
| Performanță | Anul | Campionat | Suprafață | Oponent în finală | Scor în finală |
| Finalist    | 2002 | Wimbledon | Iarbă     | Lleyton Hewitt    | 6–1, 6–3, 6–2  |

### Turneul campionilor

#### Simplu: 1 (1–0)
| Performanță | Anul | Campionat | Suprafață | Oponent în finală | Scor în finală                    |
| Câștigător  | 2005 | Shanghai  | Dură      | Roger Federer     | 6–7(4), 6–7(11), 6–2, 6–1, 7–6(3) |

### Finale Masters

#### Simplu: 6 (2–4)
| Performanță | Anul | Campionat         | Suprafață | Oponent în finală  | Scor în finală |
| Finalist    | 2003 | Canada (Montreal) | Dură      | Andy Roddick       | 1–6, 3–6       |
| Finalist    | 2004 | Roma              | Zgură     | Carlos Moyà        | 6–3, 6–3, 6–1  |
| Finalist    | 2004 | Madrid            | Dură (i)  | Marat Safin        | 6–2, 6–4, 6–3  |
| Învingător  | 2007 | Madrid            | Dură (i)  | Roger Federer      | 1–6, 6–3, 6–3  |
| Învingător  | 2007 | Paris             | Dură (i)  | Rafael Nadal       | 6–4, 6–0       |
| Finalist    | 2008 | Paris             | Dură (i)  | Jo-Wilfried Tsonga | 6–3, 4–6, 6–4  |

## Finale în carieră

### Simplu: 20 (10–10)
Victorii (10)
| Legendă (pre/post 2009)                                                     |
| Victorii Grand Slam (0)                                                     |
| Cupe Masters / Finale Turneul Campionilor (1)                               |
| Finale ATP Masters Series / Finale ATP World Tour Masters 1000 (2)          |
| Finale ATP International Series Gold / Finale ATP World Tour 500 Series (0) |
| Finale ATP International Series & Finale ATP World Tour 250 Series (7)      |

| Titluri pe suprafață |
| Dură (4)             |
| Zgură (4)            |
| Iarbă (0)            |
| Sintetic (2)         |

| Nr. | Data              | Turneu                                  | Suprafață    | Oponent în finală | Scor în finală                    |
| 1.  | 8 aprilie 2002    | Estoril, Portugalia                     | Zgură        | Jarkko Nieminen   | 6–4, 7–6(5)                       |
| 2.  | 21 octombrie 2002 | Basel, Elveția                          | Sintetic (i) | Fernando González | 6–4, 6–3, 6–2                     |
| 3.  | 1 mai 2005        | München, Germania                       | Zgură        | Andrei Pavel      | 6–4, 6–1                          |
| 4.  | 20 noiembrie 2005 | Year-End Championships, Shanghai, China | Sintetic (i) | Roger Federer     | 6–7(4), 6–7(11), 6–2, 6–1, 7–6(3) |
| 5.  | 7 mai 2006        | Estoril, Portugalia                     | Zgură        | Nikolay Davydenko | 6–3, 6–4                          |
| 6.  | 21 octombrie 2007 | Madrid, Spania                          | Dură (i)     | Roger Federer     | 1–6, 6–3, 6–3                     |
| 7.  | 4 noiembrie 2007  | Paris, Franța                           | Dură (i)     | Rafael Nadal      | 6–4, 6–0                          |
| 8.  | 24 februarie 2008 | Buenos Aires, Argentina                 | Zgură        | José Acasuso      | 3–6, 7–6(5), 6–4                  |
| 9.  | 4 octombrie 2008  | Stockholm, Suedia                       | Dură (i)     | Robin Söderling   | 6–2, 5–7, 6–3                     |
| 10. | 17 ianuarie 2009  | Sydney, Australia                       | Dură         | Jarkko Nieminen   | 6–3, 6–7(9), 6–2                  |

Finalist (10)
| Nr. | Data              | Turneu                | Suprafață    | Oponent în finală  | Scor în finală          |
| 1.  | 1 octombrie 2001  | Palermo, Italia       | Zgură        | Félix Mantilla     | 7–6(2), 6–4             |
| 2.  | 8 iulie 2002      | Wimbledon, Londra, UK | Zgură        | Lleyton Hewitt     | 6–1, 6–3, 6–2           |
| 3.  | 11 august 2003    | Montreal, Canada      | Dură         | Andy Roddick       | 6–1, 6–3                |
| 4.  | 27 octombrie 2003 | Basel, Elveția        | Sintetic (i) | Guillermo Coria    | walkover                |
| 5.  | 10 mai 2004       | Roma, Italia          | Zgură        | Carlos Moyà        | 6–3, 6–3, 6–1           |
| 6.  | 18 octombrie 2004 | Madrid, Spania        | Dură (i)     | Marat Safin        | 6–2, 6–4, 6–3           |
| 7.  | 25 octombrie 2004 | Basel, Elveția        | Sintetic (i) | Jiří Novák         | 5–7, 6–3, 6–4, 1–6, 6–2 |
| 8.  | 25 februarie 2008 | Acapulco, Mexic       | Zgură        | Nicolás Almagro    | 6–1, 7–6(1)             |
| 9.  | 26 octombrie 2008 | Basel, Elveția        | Dură (i)     | Roger Federer      | 6–3, 6–4                |
| 10. | 2n oiembrie 2008  | Paris, Franța         | Dură (i)     | Jo-Wilfried Tsonga | 6–3, 4–6, 6–4           |

Tournee demonstrative (7)
| Nr. | Data              | Turneu                                    | Suprafață    | Oponent în finală | Scor în finală | Draw |
| 1.  | 17 ianuarie 2004  | AAMI Classic, Kooyong, Australia          | Dură         | Andre Agassi      | 6–2, 6–3       | 8    |
| 2.  | 11 decembrie 2005 | Indoor Master Tennis – Cordoba, Argentina | Sintetic (i) | Mariano Puerta    | 6–3, 6–4       | 4    |
| 3.  | 18d ecembrie 2005 | Copa Argentina – Buenos Aires, Argentina  | Dură         | Agustín Calleri   | 3–6, 6–2, 6–3  | 12   |
| 4.  | 11 decembrie 2006 | Indoor Master Tennis – Cordoba, Argentina | Sintetic (i) | Nicolas Massu     | 6–4, 6–3       | 12   |
| 5.  | 16 decembrie 2007 | Copa Argentina – Buenos Aires, Argentina  | Dură         | Juan Monaco       | 6–4, 7–5       | 8    |
| 6.  | 13 decembrie 2009 | Copa Minero – San Juan, Argentina         | Sintetic (i) | Gaston Gaudio     | 6–2, 6–2       | 4    |
| 7.  | 20 decembrie 2009 | Copa Argentina – Buenos Aires, Argentina  | Dură         | Marcos Baghdatis  | 6–4, 6-4       | 6    |

### Dublu: 1 (0–1)
Finalist (1)
- 2003
  - Buenos Aires împreună cu Lucas Arnold (învinși de Mariano Hood & Sebastián Prieto)